# Río y Pinares del Tietar
Río y Pinares del Tietar este o arie protejată (arie de protecție specială avifaunistică — SPA) din Spania întinsă pe o suprafață de 8.716,53 ha, integral pe uscat.

## Localizare
Centrul sitului Río y Pinares del Tietar este situat la coordonatele 40°01′40″N 5°38′28″W / 40.027778°N 5.641111°V.

## Înființare
Situl Río y Pinares del Tietar a fost declarat arie de protecție specială avifaunistică în decembrie 2004 pentru a proteja 2 specii de plante și 69 de specii de animale.

## Biodiversitate
Situată în ecoregiunea mediteraneană, aria protejată conține 9 habitate naturale: Păduri termofile cu Fraxinus angustifolia, Păduri aluvionare cu Alnus glutinosa și Fraxinus excelsior (Alno-Padion, Alnion incanae, Salicion albae), Galerii de Salix alba și de Populus alba, Galerii și tufărișuri riverane sudice (Nerio-Tamaricetea și Securinegion tinctoriae), Tufărișuri termo-mediteraneene și de pre-deșert, Păduri de stejar galițio-portugheze cu Quercus robur și Quercus pyrenaica, Pseudostepă cu ierburi și specii anuale de Thero-Brachypodietea, Dehesas cu Quercus spp. perene, Pajiști uscate europene.
La baza desemnării sitului se află mai multe specii protejate:
- plante (2): Marsilea batardae, Marsilea strigosa
- păsări (51): fluierar de munte (Actitis hypoleucos), ciocârlie-de-câmp (Alauda arvensis), pescăruș albastru (Alcedo atthis), rață fluierătoare (Anas penelope), rață mare (Anas platyrhynchos), gâscă cenușie (Anser anser), fâsă de luncă (Anthus pratensis), stârc cenușiu (Ardea cinerea), buha (Bubo bubo), Bubulcus ibis, barză albă (Ciconia ciconia), barză neagră (Ciconia nigra), erete vânăt (Circus cyaneus), porumbel gulerat (Columba palumbus), cuc (Cuculus canorus), egretă albă (Egretta alba), egretă mică (Egretta garzetta), Elanus caeruleus, șoim de iarnă (Falco columbarius), Falco naumanni, șoimul rândunelelor (Falco subbuteo), Fringilla montifringilla, Galerida theklae, becațină comună (Gallinago gallinago), cocor (Grus grus), acvilă pitică (Hieraaetus pennatus), Hippolais polyglotta, ciocârlie de pădure (Lullula arborea), privighetoare (Luscinia megarhynchos), prigoare (Merops apiaster), gaia neagră (Milvus migrans), gaia roșie (Milvus milvus), codobatură galbenă (Motacilla alba), vultur egiptean (Neophron percnopterus), Oenanthe leucura, grangur (Oriolus oriolus), viespar (Pernis apivorus), cormoran mare (Phalacrocorax carbo), codroș de munte (Phoenicurus ochruros), pitulice de munte (Phylloscopus collybita), corcodel mare (Podiceps cristatus), brumăriță de pădure (Prunella modularis), lăstun de mal (Riparia riparia), silvie cu cap negru (Sylvia atricapilla), silvie roșcată (Sylvia cantillans), silvie de tufiș (Sylvia undata), corcodel mic (Tachybaptus ruficollis), fluierar cu picioare verzi (Tringa nebularia), fluierarul de zăvoi (Tringa ochropus), fluierarul cu picioare roșii (Tringa totanus), nagâț (Vanellus vanellus)
- mamifere (2): Galemys pyrenaicus, Microtus cabrerae
- nevertebrate (8): fluturele-tigru (Callimorpha quadripunctaria), croitorul mare al stejarului (Cerambyx cerdo), Coenagrion mercuriale, fluturele auriu (Euphydryas aurinia), Euplagia quadripunctaria, Gomphus graslinii, rădașcă (Lucanus cervus), Oxygastra curtisii
- pești (5): Cobitis paludica, Luciobarbus comizo, Pseudochondrostoma polylepis, Rutilus alburnoides, Rutilus lemmingii
- reptile (3): țestoasa de baltă (Emys orbicularis), Lacerta schreiberi, Mauremys leprosa

Pe lângă speciile protejate, pe teritoriul sitului au mai fost identificate 1 specie de păsări, 4 specii de amfibieni, 3 specii de nevertebrate, 8 specii de pești, 5 specii de reptile.